# Sergi Palencia
Sergi Palencia Hurtado (* 23. März 1996 in Badalona) ist ein spanischer Fußballspieler, der seit 2023 beim US-amerikanischen Club Los Angeles FC aus der Major League Soccer unter Vertrag steht.

## Karriere

### Verein
Palencia begann seine Karriere in Katalonien. Seit 2015 spielte er für die zweite Mannschaft des FC Barcelona. 2018 wechselte er auf Leihbasis nach Frankreich zu Girondins Bordeaux. Im Sommer 2019 verließ Palencia seinen langjährigen Stammverein und wechselte für zwei Millionen Euro zum AS Saint-Étienne. 2020 wechselte er für zwei Jahre auf Leihbasis zum CD Leganés. Im Jahr 2023 wechselte Palencia zu Los Angeles FC in die MLS.

### Nationalmannschaft
Palencia absolvierte zwei Spiele für die spanische U21-Nationalmannschaft.